# Албанська фашистська партія

Прапор Албанії, що використовувався фашистським урядом

Албанська фашистська партія (Іноді буде скорочувати до АФП) (алб. Partia Fashiste e Shqipërisë - PFSh) — фашистська організація, що номінально перебувала у владі з 1939 року, коли країну було окуповано Італією, й до 1943 року, коли Албанія потрапила під німецьку окупацію, а партію було перейменовано й вона стала відома як Албанська нацистська партія і Гвардія Великої Албанії.

## Історія

### Початок
До 1939 року фашистський рух в Албанії існував тільки серед італійської діаспори, де діяли закордонні відділи Національної фашистської партії Італії. Фактична анексія Албанії у квітні 1939 року, здійснена італійцями, призвела до перебудови Албанської держави за італійським зразком: було створено Албанську фашистську партію.
АФП входила до складу Національної фашистської партії Беніто Муссоліні й мала свою власну військову організацію чорносорочників. Вона ніколи не мала масової підтримки, досягнувши 13500 членів у травні 1940 року.

### Розширення Албанії та війна з Грецією
Діяльність АФП активізувалася після початку війни з Грецією. Вже в серпні 1940 року албанська фашистська преса розгорнула широку антигрецьку кампанію, під час якої пропаганда створювала приводи для початку війни проти Греції. Одним із таких приводів стало переслідування в Греції албанських патріотів, які виступають за створення Великої Албанії. Після початку італо-грецької війни 28 жовтня 1940 року керівництво Албанської фашистської партії зазнало шоку, отримавши відомості від командувача італійською армією в Албанії генерала Себастіано Вісконті-Праска, про ненадійність албанських військових частин. Постало питання про посилення діяльності фашистської партії в Албанії. Для внутрішнього становища в Албанії це було ще більш актуальним, оскільки в Албанії різко зросла кількість випадків прямого саботажу в тилу італо-албанської армії
Після втручання Рейху у війну на Балканах призвело до розгрому і розчленування Югославії та поразки Греції. Територію Албанського королівства було розширено завдяки приєднанню частини югославських земель, насамперед Косова і Метохії. Однак війна завдала значної шкоди економіці та соціальній обстановці для тодішньої Албанії і призвела до значного падіння популярності АФП та будь яким іншим фашистським партіям. На Албанію ліг тягар утримання на своїй території частин експедиційної італійської армії, пізніше - і німецького корпусу. Усе це призвело до зростання опозиційних (В основному проти правих) настроїв в Албанії та формування партизанського (четницького) руху лівого спрямування.

### Мустафа Мерліка Круя та його правління
Нездатність, або неможливість, албанського уряду навести стабільність у країні та небажання прем'єр-міністра Шефкета Верлаці змінити внутрішню політику на більш жорстоку, призвели до зміни прем'єр-міністра. 4 грудня 1941 року партійну владу в Албанії було об'єднано з державною, на посаду глави уряду було призначено Мустафу Мерліка Круя. Головне завдання свого уряду він назвав посилення фашизації країни, борьба з опозицією, зміцнення державних структур фашистської держави та розширення лав фашистської партії. Незважаючи на такі голосні заяви, за час правління він зміг зробити дуже мало дій, які були неефективні або малоефектівні. В основному період його правління визначився тільки борьбою против опозиції. Мустафа Круя залишався на чолі уряду до 19 січня 1943 року. Причиною його відходу від партії албанських фашистів була неефективність його діяльності з придушення антифашистських та опозиційних рухів в країні. Після цього його заступником по партії залишився віцесекретар Аларупі, а віцепрем'єром призначили Гьона Марка Гьоні.

### Після другої світової війни
Після падіння рейху нацисти продовжували опір комуністам в Албанії й у Косово, остання бойова сутичка сталась 1951 року.

## Ідеологія
В основі ідеології лежало уявлення про Велику Албанію, що мало на увазі створення єдиної держави з грецьким Епіром та югославським Косово.
Євреям заборонялось членство в організації, а також низка професій, зокрема, вчителювання.
Ідеологи італійського фашизму наголошували на тому, що Албанська фашистська партія значно відрізняється від інших позаіталійських організацій, які включили до своєї назви слово «фашистська». «Албанська національна фашистська партія ... є функціональним і структурним аналогом Національної фашистської партії [Італії], партією, фашистською не тільки за назвою, але партією в новому й особливому сенсі, фашистською по суті», - підкреслювалося в редакційній статті журналу “Джераркія”, офіційного органу Національної фашистської партії Італії.
Проте в Італії наголошувалося, що є і низка важливих відмінностей Албанської фашистської партії від її італійського аналога. «Насамперед, - зазначалося в тій же статті журналу «Джераркія», - в Албанській національній фашистській партії відсутнє те, що в Національній фашистській партії є її центральним ядром, - стара гвардія» . Албанська фашистська партія запозичила структури, які виростали в італійському фашизмі впродовж 20 років його розвитку - спершу як руху, потім як партії. Але чи достатньо простого запозичення для того, щоб нова організація стала повноцінною фашистською партією? Це питання автор статті в журналі «Джераркія» залишив відкритим
Звичайно, за цілою низкою аспектів програми Албанська фашистська партія відрізнялася від італійської. Програмні документи нової партії підкреслювали як найважливіше завдання її діяльності досягнення реальної національної єдності албанців - як в ідейному, так і в територіальному сенсі. Тому програмною метою партії стало створення Великої Албанії .

### Коротко про журнал "Джераркія" або "Gerarchia"
Gerarchia (с итал. — «Иерархия») — фашистський журнал, заснованний у 1922 році Беніто Муссоліном.

## Очільники партії
- 1939—1941 — Тефік Мборья
- 1941—1943 — Юп Казазі
- ? 1943 —  19 січня 1943 Кол Біб Міракай
- 19 січня 1943 — 13 лютого 1943  Екерем Лібохова
- 13 лютого 1943 — 12 травня 1943 Малік-бей Бушаті
- (повторно) 12 травня 1943 — 9 вересня 1943 Екерем Лібохова